# Praia da Peralta
Praia da Peralta vista de norte
A Praia da Peralta  é uma praia situada no local de Montoito, na Freguesia de Lourinhã e Atalaia, no Município  da Lourinhã, em Portugal.
A beleza natural do seu acesso esconde um ainda mais belo e extenso areal, que convida a longos passeios à beira mar.
Na época balnear de 2009 recebeu a bandeira "Praia para Todos", símbolo português das Praias Acessíveis.

## Descrição
Extensa e envolvida por imponentes falésias, é popular entre os pescadores à linha, que ali procuram sargos, douradas e robalos. No Verão, os banhistas concentram-se na zona mais perto do café. Trilhos estreitos permitem o acesso a várias zonas da praia a partir de morros circundantes.

## História
Foi aqui que naufragou o Galeão São Nicolau comandado pelo General Tristão de Mendonça em 1642, atribuindo a esta praia um importante marco histórico.

## Características da praia
- Temperatura média da água:
- Qualidade da água:
- Extensão de areia:
- Fronteiras: Praia de Porto das Barcas e Praia do Areal
- Qualidade da areia: Fina
- Horário das marés: Como o do Cabo Carvoeiro

## Serviços
- Nadador-salvador
- Bar
- casas de banho
- Chuveiros
- Parque